# Maurepas (Yvelines)
Pour les articles homonymes, voir Maurepas.
Maurepas est une commune française située dans le département des Yvelines en région Île-de-France. Intégrée au sein de l'agglomération de Saint-Quentin-en-Yvelines et située à proximité de Trappes, la ville compte près de 18 000 habitants en 2019.

## Géographie

### Situation
La commune est située à 20 km environ au nord de Rambouillet, en bordure de la route nationale 10 et à 30 km de Paris.
Elle se compose d'une zone très urbanisée, qui s'étend de la RN 10 au sud à l'ancien village et du lotissement ancien hameau de la Villeneuve, au nord, près du hameau des Mousseaux de Jouars-Pontchartrain.
La commune est assez boisée : une forêt domaniale, une forêt privée (le Bois-Prudhomme) et un petit bois transformé en square urbain (le Bois de Nogent).

### Communes limitrophes
| Jouars-Pontchartrain |            | Élancourt   |
|                      | Maurepas   |             |
|                      | Coignières | La Verrière |

### Hydrographie
- Ru de Maurepas.

### Transports et voies de communications

#### Réseau routier
La commune est traversée, selon un axe nord-ouest - sud-est, par la route départementale 13 (Montfort-l'Amaury - Chevreuse).
Elle est longée, selon un axe nord-sud, par la route nationale 10 dont deux entrées-sorties desservent Maurepas.

#### Desserte ferroviaire
La gare SNCF la plus proche est la gare de La Verrière.

#### Bus
La commune est desservie par les lignes 401, 410, 411, 412, 416, 417, 423, 424, 441, 449 et 450 et du réseau de bus de Saint-Quentin-en-Yvelines, par la ligne 61 du réseau de bus Centre et Sud Yvelines et, la nuit, par la ligne N145 du réseau Noctilien. Certaines lignes ont connu des changements de numérotation et de couleur en avril 2024.

### Climat
Pour des articles plus généraux, voir Climat de l'Île-de-France et Climat des Yvelines.
En 2010, le climat de la commune est de type climat océanique dégradé des plaines du Centre et du Nord, selon une étude du CNRS s'appuyant sur une série de données couvrant la période 1971-2000. En 2020, Météo-France publie une typologie des climats de la France métropolitaine dans laquelle la commune est dans une zone de transition entre le climat océanique et le climat océanique altéré et est dans la région climatique Sud-ouest du bassin Parisien, caractérisée par une faible pluviométrie, notamment au printemps (120 à 150 mm) et un hiver froid (3,5 °C).
Pour la période 1971-2000, la température annuelle moyenne est de 10,8 °C, avec une amplitude thermique annuelle de 14,8 °C. Le cumul annuel moyen de précipitations est de 661 mm, avec 10,7 jours de précipitations en janvier et 7,8 jours en juillet. Pour la période 1991-2020, la température moyenne annuelle observée sur la station météorologique la plus proche, située sur la commune de Trappes à 4 km à vol d'oiseau, est de 11,6 °C et le cumul annuel moyen de précipitations est de 686,3 mm,. Pour l'avenir, les paramètres climatiques de la commune estimés pour 2050 selon différents scénarios d'émission de gaz à effet de serre sont consultables sur un site dédié publié par Météo-France en novembre 2022.
| Mois                                  | jan.             | fév.             | mars             | avril           | mai             | juin           | jui.          | août          | sep.            | oct.            | nov.            | déc.             | année      |
| ------------------------------------- | ---------------- | ---------------- | ---------------- | --------------- | --------------- | -------------- | ------------- | ------------- | --------------- | --------------- | --------------- | ---------------- | ---------- |
| Température minimale moyenne (°C)     | 1,9              | 1,8              | 3,9              | 6               | 9,4             | 12,5           | 14,4          | 14,2          | 11,3            | 8,5             | 4,8             | 2,4              | 7,6        |
| Température moyenne (°C)              | 4,3              | 4,9              | 7,9              | 10,7            | 14,1            | 17,3           | 19,5          | 19,4          | 16              | 12,2            | 7,6             | 4,8              | 11,6       |
| Température maximale moyenne (°C)     | 6,8              | 8                | 11,9             | 15,4            | 18,8            | 22,1           | 24,6          | 24,6          | 20,7            | 15,8            | 10,4            | 7,2              | 15,5       |
| Record de froid (°C) date du record   | −15,8 17.01.1985 | −15,6 13.02.1929 | −10,5 07.03.1971 | −4,1 12.04.1986 | −1,2 07.05.1957 | 0,1 01.06.1936 | 2 09.07.1929  | 4 31.08.1928  | −0,5 20.09.1952 | −5,2 28.10.1931 | −8,9 24.11.1998 | −14,3 22.12.1946 | −15,8 1985 |
| Record de chaleur (°C) date du record | 16 05.01.1999    | 20,3 27.02.19    | 24,7 31.03.21    | 28 18.04.1949   | 30,9 27.05.05   | 36 18.06.22    | 40,6 25.07.19 | 39,1 06.08.03 | 34,6 09.09.23   | 29 01.10.1985   | 21 03.11.1927   | 16,8 07.12.00    | 40,6 2019  |
| Ensoleillement (h)                    | 57               | 806              | 1 337            | 1 758           | 2 017           | 2 096          | 2 223         | 2 163         | 1 769           | 1 168           | 676             | 553              | 17 138     |
| Précipitations (mm)                   | 56,2             | 49,9             | 50,1             | 49,9            | 66              | 57             | 56,3          | 56,1          | 49,8            | 61,8            | 61,2            | 72               | 686,3      |

## Urbanisme

### Typologie
Au 1er janvier 2024, Maurepas est catégorisée grand centre urbain, selon la nouvelle grille communale de densité à sept niveaux définie par l'Insee en 2022.
Elle appartient à l'unité urbaine de Paris, une agglomération inter-départementale regroupant 407  communes, dont elle est une commune de la banlieue,,. Par ailleurs la commune fait partie de l'aire d'attraction de Paris, dont elle est une commune du pôle principal,. Cette aire regroupe 1 929 communes,.

### Occupation des sols
Le tableau ci-dessous présente l'occupation des sols de la commune en 2018, telle qu'elle ressort de la base de données européenne d’occupation biophysique des sols Corine Land Cover (CLC).
| Type d’occupation                                              | Pourcentage | Superficie (en hectares) |
| -------------------------------------------------------------- | ----------- | ------------------------ |
| Tissu urbain discontinu                                        | 42,1%       | 356                      |
| Zones industrielles ou commerciales et installations publiques | 10,7%       | 90                       |
| Prairies et autres surfaces toujours en herbe                  | 3,4 %       | 29                       |
| Systèmes culturaux et parcellaires complexes                   | 16,0%       | 135                      |
| Forêts de feuillus                                             | 27,8%       | 235                      |
| Source : Corine Land Cover                                     |             |                          |

## Toponymie
Le nom de la commune est attesté sous la forme latinisée de Malus repastus en 1099,  Malorepastu avant 1105, Malrepast au début du Moyen Âge[Quand ?], puis finalement Maurepas à la Renaissance[réf. nécessaire].
Homonymie avec Maurepas (Somme) (Malum Repastum en 1181).
Il s'agit d'une formation toponymique médiévale, basée sur le français mal devenu mau- par vocalisation de [l] devant une autre consonne, suivi du français repas. Le français repas est attesté entre 1160 et 1174 chez Wace sous la forme de l'ancien français repast au sens de « nourriture ». Il s'agit d'un dérivé formé en ancien français à partir de past « nourriture, repas » (terme issu du latin pastus cf. paître) à l'aide du préfixe français re-. Ernest Nègre donne au mot repas, dans ce contexte, le sens de « nourriture des animaux, pâturage ».
Le sens global du toponyme Maurepas est donc celui de « mauvais repas pour les animaux », c'est-à-dire de « mauvaise pâture ». Il n'y avait que peu de champs à l'origine et bien des marécages peu propices à la culture céréalière, sans compter les forêts, la place manquante peut faire penser qu'y manger mal était fréquent.

## Histoire

### Les origines
Le fond du vallon de Maurepas est habité dès la préhistoire. Des outils et des poteries datant du IVe et du IIIe millénaire av. J.-C. ont été retrouvés à proximité de la source (fontaine Saint-Sauveur) et le long du ru de la Courance.

### L'Antiquité
Au Ier siècle av. J.-C., le réseau des voies romaines se développe en Gaule. Deux grands axes se croisent non loin de Maurepas, sur le territoire de Jouars-Pontchartrain : la voie qui relie Paris à Dreux, et celle qui relie Beauvais à Orléans et à Chartres. Autour de ce carrefour se développe une agglomération nommée Diodurum, mentionnée dans l’Itinéraire d'Antonin sous la forme Dioduro. Les fermes et les champs de Maurepas doivent contribuer à son alimentation.

### Du Moyen Âge à la Renaissance
Après le départ des Romains, les périodes d’invasion se succèdent, dont celles des Normands. Pour se défendre, les paysans se regroupent sur la butte qui domine la vallée.
Les terres appartiennent alors au roi de France. Pépin le Bref les donne à l’abbaye de Saint-Denis en 768. Elle les cède rapidement à une famille locale, qui prend le nom de la terre (Malrepast) et qui devient le vassal du seigneur de Chevreuse. Au XIe siècle, une enceinte et un donjon cylindrique en meulière ont dû succéder aux fortifications en bois des siècles précédents.

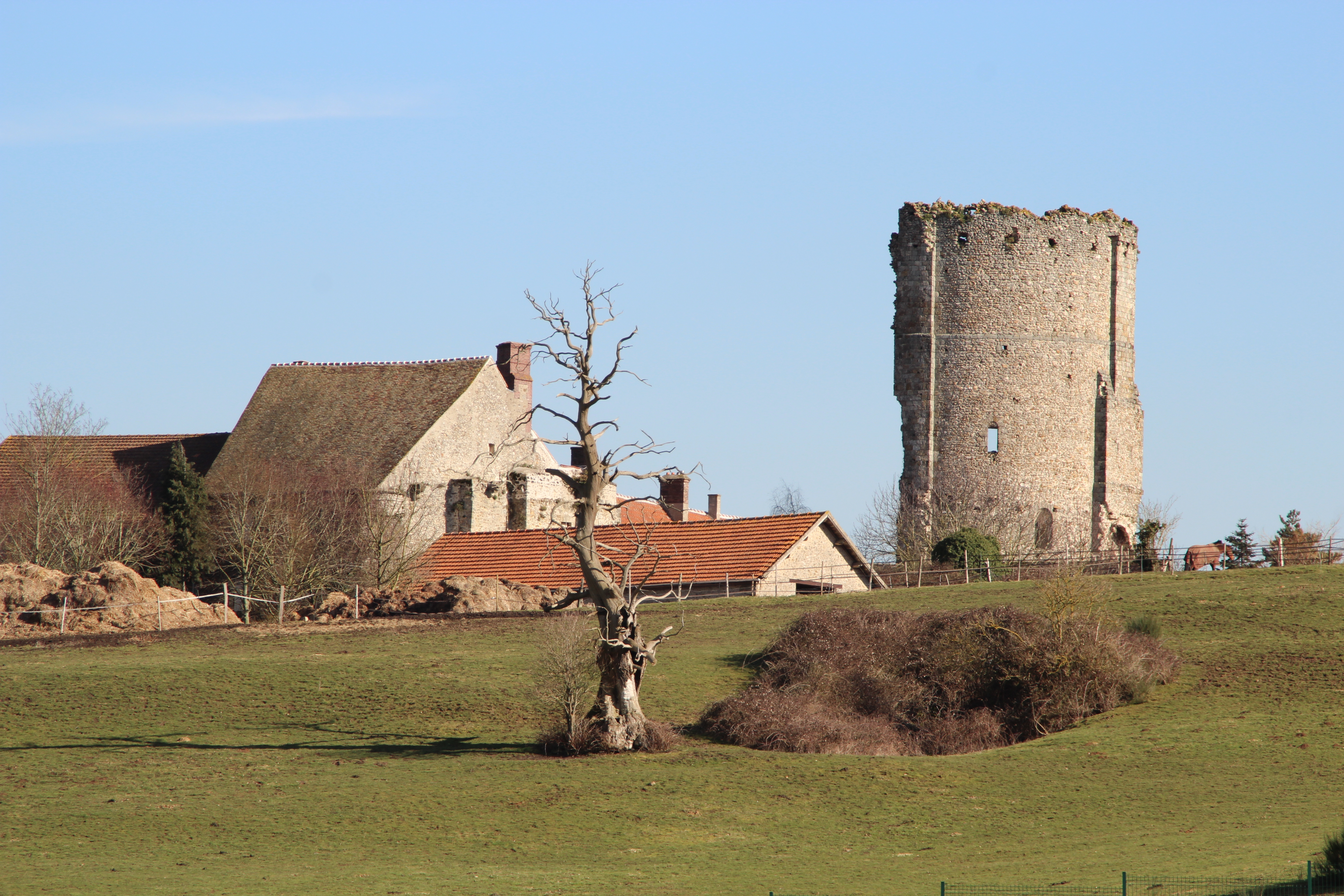
Ruines du donjon de Maurepas.

Avec la guerre de Cent Ans, le château appartient, sous Charles VI, au seigneur de Nancy, qui met, vers 1364 avec une troupe de brigands, à contribution les pays voisins. Les Anglais envoient finalement une équipe de mercenaires pour pacifier la région. Le château est pris d’assaut le 11 septembre 1432 et démantelé. Le donjon en ruine est toujours visible.
La baronnie de Maurepas appartient encore à la maison de Chevreuse qui la vend en 1543 au duc d'Étampes Jean IV de Brosse dont la femme Anne de Pisseleu est la maîtresse de François Ier. Avec la disgrâce de la duchesse, Maurepas est revendue dès 1551 au cardinal de Lorraine. Le cardinal désigne Jean du Fay, duc de Chevreuse, comme intendant. C’est lui et ses héritiers qui gèreront effectivement Maurepas pendant un peu plus d'un siècle. L’église Saint-Sauveur reçoit en 1659 deux cloches offertes par ses descendants Marie de Rohan, duchesse de Chevreuse, et Charles d’Albert, duc de Luynes, le favori de Louis XIII. L’une des cloches sera fondue à la Révolution française.

### L'influence de Versailles
Lors de la construction du château de Versailles, un vaste chantier est lancé pour collecter toutes les eaux de la région afin d’alimenter les bassins et les fontaines. Deux rigoles sont creusées sur le plateau de Maurepas à partir de 1684 ; elles se rejoignent dans un bassin sec (l’étang des Bessières) puis un aqueduc enterré conduit l’eau vers l’étang des Noës (il passe encore sous le centre-ville actuel). Ce drainage permet d’assécher les marécages et l’agriculture peut se développer sur le plateau.
En 1691, Louis XIV érige Maurepas en comté et le cède à son ministre Louis Phélypeaux, comte de Pontchartrain. Son fils Jean Frédéric Phélypeaux, comte de Maurepas, sera ensuite ministre de Louis XV et de Louis XVI.

### Les temps modernes

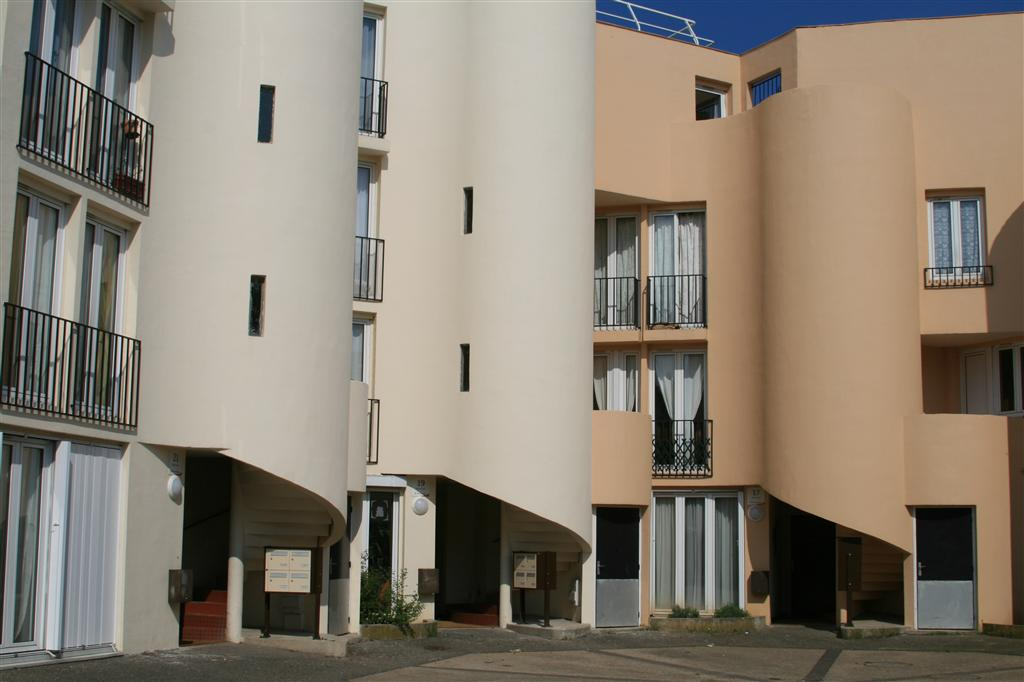
Quartier des Friches en 2009, allée de l'Aube.

Jusqu'à la fin des années 1960 Maurepas est un petit village vivant essentiellement de l'agriculture. Puis les champs cèdent la place à une urbanisation rapide, menée par le promoteur immobilier et urbaniste Jacques Riboud. En 1973, dès la création de la ville nouvelle de Saint-Quentin-en-Yvelines, la commune en fait intégralement partie. Elle sort de son périmètre en 1984. Puis elle y revient en 2016.
La partie moderne de Maurepas est principalement l'œuvre de Jacques Riboud et de son architecte Roland Prédiéri : des pavillons mitoyens et des petits immeubles, un centre-ville piétonnier et de nombreuses sentes, des espaces de vie dans les quartiers, et une profusion d'arbres et d'espaces verts. Des lotissements ont ensuite comblé les espaces restés ou redevenus libres autour de ces nouveaux quartiers. Construit entre 1982 et 1983, le quartier des Friches est aujourd'hui classé prioritaire et compte près de 1 700 habitants en 2020,.

## Politique et administration

### Rattachements administratifs et électoraux
Antérieurement à la loi du 10 juillet 1964, la commune faisait partie du département de Seine-et-Oise. La réorganisation de la région parisienne en 1964 fit que la commune appartient désormais au département des  Yvelines et à son arrondissement de Rambouillet, après un transfert administratif effectif au 1er janvier 1968.
Pour l'élection des députés, la commune fait partie depuis 1988 de la dixième circonscription des Yvelines.
Elle faisait partie de 1801 à 1976 du canton de Chevreuse, année où elle devient le chef-lieu du canton de Maurepas. Dans le cadre du redécoupage cantonal de 2014 en France, elle est désormais le bureau centralisateur de ce canton, qui est modifié, passant de 4 à 16 communes.

### Intercommunalité
Maurepas était l'une des communes de la  ville nouvelle aménagée par l'établissement public d’aménagement de Saint-Quentin-en-Yvelines (EPASQY) et gérée le syndicat communautaire d’aménagement de l’agglomération nouvelle (SCAAN) créé en 1972.
Maurepas, ainsi que Bois-d'Arcy, Coignières et Plaisir quittent la ville nouvelle fin 1983 et la commune adhère en 2014 à la communauté de communes des Étangs (CCE), mais la quitte le 31 décembre 2015
En effet, dans le cadre de la mise en œuvre de la loi MAPAM du 27 janvier 2014, qui prévoit la généralisation de l'intercommunalité à l'ensemble des communes et la création d'intercommunalités de taille importante, le préfet de la région d'Île-de-France, après avoir sans succès souhaité la constitution d'une grande intercommunalité de 800 000 habitants, approuve le 4 mars 2015 un schéma régional de coopération intercommunale qui prévoit notamment la « fusion de la communauté d'agglomération de Saint-Quentin-en-Yvelines et de la communauté de communes de l'Ouest Parisien et extension du périmètre du nouveau groupement aux communes de Maurepas et Coignières ».
Dans ce cadre est ainsi créé le 1er janvier 2016 une nouvelle communauté d'agglomération qui conserve la dénomination de Saint-Quentin-en-Yvelines, et comprend douze communes, dont Maurepas.

### Politique locale
Coignières et Maurepas rendent publique en 2018 une réflexion en vue de la création d'un commune nouvelle qui les regrouperait le 1er janvier 2019 notamment afin d’affronter la « baisse continue des dotations de l’État ». Les deux communes limitrophes ont antérieurement mutualisé leurs archives et leurs polices municipales, et partagent depuis longtemps les mêmes déchetteries, station d’épuration ou réseau d’assainissement. Cette initiative fait l'objet d'un refus d'habitants de Coignières et d'une partie de la majorité siégeant au conseil municipal de Coignières.
La municipalité de Coignières fait part de l'abandon de ce projet controversé en mai 2018.

### Liste des maires
| Période       | Période                   | Identité              | Étiquette    | Qualité |
| ------------- | ------------------------- | --------------------- | ------------ | --- |
| octobre 1947  | mars 1959                 | Charles Fournet       |              | |
| mars 1959     | octobre 1968              | Paul Drussant         | SE           | |
| octobre 1968  | novembre 1973             | Guy Schuler           | SE           | |
| novembre 1973 | mars 1977                 | René Resséjac-du-Parc | DVD          | Ingénieur |
| mars 1977     | mars 1983                 | Michel Miserey        | PCF          | Instituteur Conseiller général de Maurepas (1976 → 1982) |
| mars 1983     | mars 1989                 | Jean-Louis Levet      | RPR          | Conseil en communication |
| mars 1989     | avril 2014                | Georges Mougeot       | PS puis DVG  | Médecin, retraité Conseiller général de Maurepas (1982 → 1994) |
| avril 2014    | En cours (au 23 mai 2020) | Grégory Garestier     | UMP puis DVD | Cadre dans la communication publique et territoriale Conseiller départemental de Maurepas (2021 → ) Vice-président de la CA de Saint-Quentin-en-Yvelines (2016 → ) Réélu pour le mandat 2020-2026 |

### Politique de développement durable
La commune s’est engagée dans une politique de développement durable en lançant une démarche d'Agenda 21 en 2008.

### Jumelages
- Henstedt-Ulzburg (Allemagne) depuis le 22 février 1986[41]
- Usedom (ville) (Allemagne)
- Waterlooville (Angleterre)
- Tirat-Carmel (Israël)
- Maurepas est également en partenariat de développement avec  Mopti (Mali)

## Population et société
Les habitants sont appelés les Maurepasiens.

### Démographie

#### Évolution démographique
L'évolution du nombre d'habitants est connue à travers les recensements de la population effectués dans la commune depuis 1793. Pour les communes de plus de 10 000 habitants les recensements ont lieu chaque année à la suite d'une enquête par sondage auprès d'un échantillon d'adresses représentant 8 % de leurs logements, contrairement aux autres communes qui ont un recensement réel tous les cinq ans,.

En 2022, la commune comptait 19 960 habitants, en évolution de +7,05 % par rapport à 2016 (Yvelines : +2,72 %, France hors Mayotte : +2,11 %).
| 1793 | 1800 | 1806 | 1821 | 1831 | 1836 | 1841 | 1846 | 1851 |
| ---- | ---- | ---- | ---- | ---- | ---- | ---- | ---- | ---- |
| 247  | 282  | 255  | 272  | 306  | 306  | 288  | 311  | 283  |

| 1856 | 1861 | 1866 | 1872 | 1876 | 1881 | 1886 | 1891 | 1896 |
| ---- | ---- | ---- | ---- | ---- | ---- | ---- | ---- | ---- |
| 263  | 262  | 264  | 242  | 222  | 232  | 227  | 242  | 242  |

| 1901 | 1906 | 1911 | 1921 | 1926 | 1931 | 1936 | 1946 | 1954 |
| ---- | ---- | ---- | ---- | ---- | ---- | ---- | ---- | ---- |
| 226  | 252  | 273  | 284  | 300  | 286  | 253  | 325  | 304  |

| 1962 | 1968  | 1975   | 1982   | 1990   | 1999   | 2006   | 2011   | 2016   |
| ---- | ----- | ------ | ------ | ------ | ------ | ------ | ------ | ------ |
| 352  | 1 791 | 13 577 | 18 764 | 19 718 | 19 586 | 18 705 | 18 928 | 18 646 |

| 2021   | 2022   | - | - | - | - | - | - | - |
| ------ | ------ | - | - | - | - | - | - | - |
| 18 611 | 19 960 | - | - | - | - | - | - | - |

#### Pyramide des âges
En 2018, le taux de personnes d'un âge inférieur à 30 ans s'élève à 35,5 %, soit en dessous de la moyenne départementale (38 %). À l'inverse, le taux de personnes d'âge supérieur à 60 ans est de 25,2 % la même année, alors qu'il est de 21,7 % au niveau départemental.
En 2018, la commune comptait 8 876 hommes pour 9 143 femmes, soit un taux de 50,74 % de femmes, légèrement inférieur au taux départemental (51,32 %).
Les pyramides des âges de la commune et du département s'établissent comme suit.
| Hommes | Classe d’âge | Femmes |
| ------ | ------------ | ------ |
| 0,4    | 90 ou +      | 1,3    |
| 7,9    | 75-89 ans    | 9,7    |
| 14,4   | 60-74 ans    | 16,5   |
| 21,0   | 45-59 ans    | 19,2   |
| 18,7   | 30-44 ans    | 19,8   |
| 18,4   | 15-29 ans    | 16,5   |
| 19,2   | 0-14 ans     | 17,1   |

| Hommes | Classe d’âge | Femmes |
| ------ | ------------ | ------ |
| 0,6    | 90 ou +      | 1,4    |
| 6      | 75-89 ans    | 7,8    |
| 13,5   | 60-74 ans    | 14,8   |
| 20,7   | 45-59 ans    | 20,1   |
| 19,6   | 30-44 ans    | 19,9   |
| 18,5   | 15-29 ans    | 16,8   |
| 21,2   | 0-14 ans     | 19,2   |

### Équipements scolaires
Il existe 10 écoles maternelles et 7 écoles élémentaires réparties sur le territoire de la ville.
- Collège Louis-Pergaud
- Collège Alexandre-Dumas (anciennement collège des 7-Mares)
- Collège de la Mare aux saules [48]
- Lycée les Sept-Mares (en)
- Lycée Dumont-d’Urville (en)[49]

### Équipements sportifs
La commune dispose de :
- Trois gymnases [50];
- Un "skatepark" ;
- Un stade municipal.

La construction d'une nouvelle piscine dans le cadre d'un partenariat public-privé (PPP) de 25 ans pour remplacer celle de Maurepas fermée depuis avril 2015 a été décidée fin 2017 par Saint-Quentin-en-Yvelines, Maurepas, Élancourt. En effet, la communauté d'agglomération a refusé d'inclure les piscines parmi ses compétences, mais apporte une partie des fonds au nouvel équipement de Maurepas. Le conseil municipal a approuvé le PPP le 17 décembre 2019, officialisant le lancement définitif du projet. Un recours au tribunal administratif a été fait par l'opposition.

### Équipements culturels
La ville dispose : 
- D'un conservatoire de musique et d'art dramatique ;
- D'une salle de concert et spectacle (Espace Albert-Camus) ;
- D'une médiathèque (Le Phare).

Un multiplexe de 8 salles et 1 700 fauteuils dont la livraison devrait avoir lieu d'ici mars 2020 est en cours de construction dans la zone commerciale du Village des Loisirs par Cinémovida, exploitant qui exploitait auparavant 65 salles en France.
Après de nombreux reports et problèmes, Le projet de multiplexe est finalement abandonné définitivement en septembre 2021.

### Autres équipements
- Une salle des fêtes[56].
- Un marché couvert dit "La Halle du Marché". (Victime d'un incendie criminel dans la nuit du jeudi 1er août 2019 à 22h30. L'avenir de cette dernière est en jeu)[57]. Le conseil municipal a voté à l'unanimité le 17 décembre 2019 une grande concertation avec les habitants, les commerçants et les usagers du marché afin d’identifier au mieux les besoins et ainsi lancer un projet répondant aux attentes de tous.
- Offre de soins : en 2021, la commune engage une démarche de diagnostic avec l'URPS médecins et l'Agence régionale de santé Île-de-France. La commune compte deux cabinets médicaux, historiquement implantés, le Centre médical Pasteur et le Centre médical des Pyramides. La commune est classée en territoire fragile zonage 2018 par l'ARS, et comme la plupart des villes d'Île-de-France est confrontée à une disparition progressive de son offre médicale. Un plan d'action est en cours d'élaboration pour redynamiser l'implantation de médecins et garantir un accès aux soins de la population.[réf. nécessaire]

## Économie
Le centre-ville accueille surtout des commerces et des artisans. Le sud-est de la commune est occupé par une vaste zone d'activité (ZAC Maurepas-Coignières). Initialement zone industrielle, depuis la fin des années 1980 elle se transforme en zone commerciale sous le nom de PariWest.

## Culture locale et patrimoine

### Lieux et monuments
Maurepas « village » comporte plusieurs maisons datant des XVIIIe et XIXe siècles. Les deux édifices les plus anciens sont les ruines du donjon, datant de l'an mil et détruit en 1425 et, à proximité, l'église Saint-Sauveur datant des XVe et XVIe siècles.
Dans la partie nouvelle, plusieurs œuvres d'art monumentales ont été installées à l'initiative de Jacques Riboud.
Sculptures de Gérard Ramon :

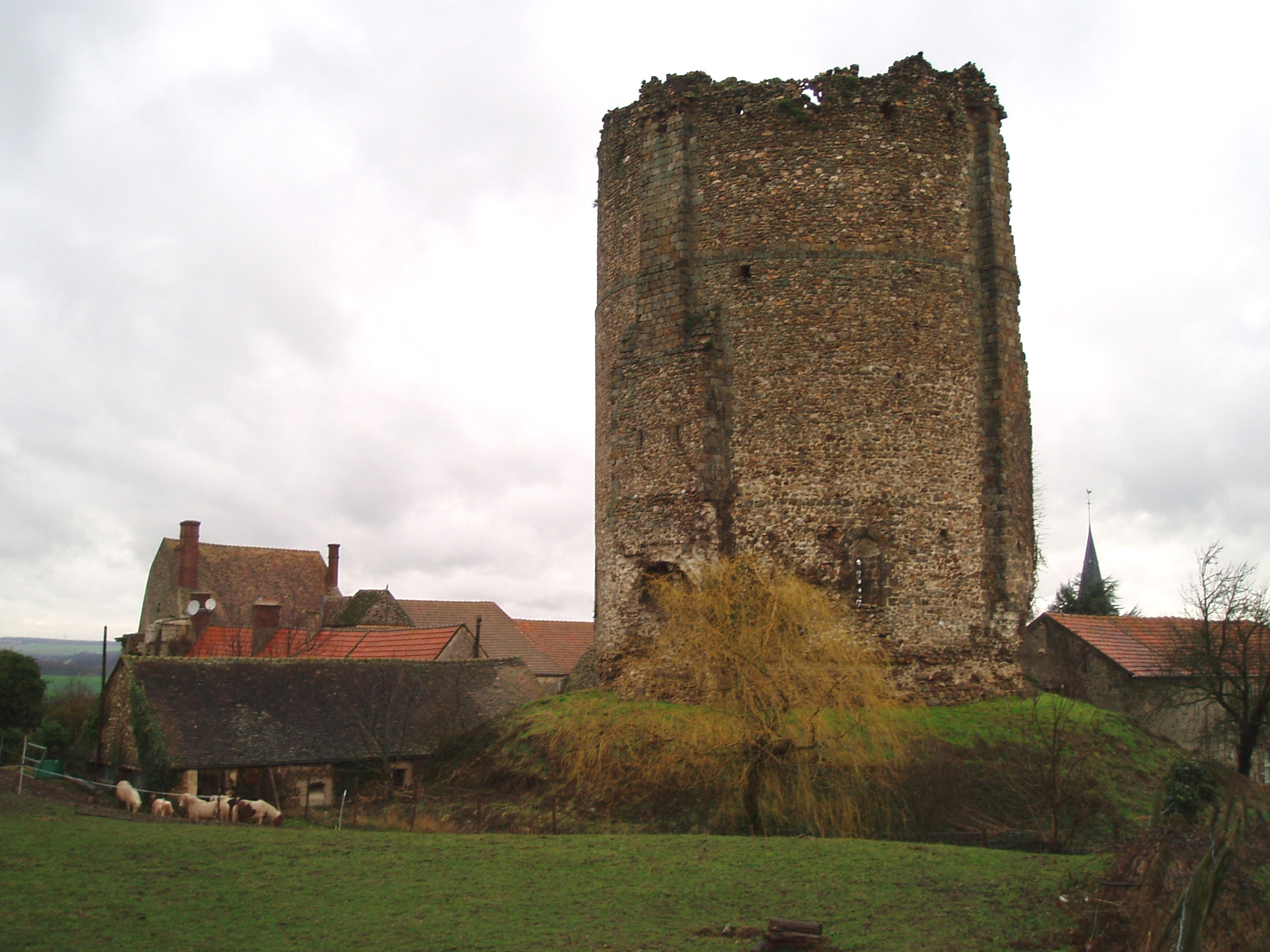
Donjon de Maurepas.

- La grande maternité allongée (tirage en bronze d'après l'original en cuivre façonné, 1968) place de Gascogne.
- Les ibis (cuivre façonné, 1970) initialement place de la Rance, en dépôt aux serres municipales.
- L'élan (cuivre façonné, 1970) initialement au centre-ville (actuelle place J.-Riboud), désormais sur le rond-point du seuil de Coignières.
- Le combat de chèvres (cuivre façonné, 1970). initialement entre le centre-ville et la nationale 10, désormais sur le rond-point Jean-Moulin.
- Métamorphose (cuivre façonné, 1972) initialement place des Échoppes, en dépôt aux serres municipales.
- La jeune fille assise (tirage en bronze d'après l'original en cuivre façonné, 1972) initialement allée de la Côte-d'Or, désormais devant l'hôtel de ville.
- Les acrobates (cuivre façonné, 1974) initialement en bordure du bassin de la Nouvelle-Amsterdam (donc en fait à Élancourt), désormais à la Ferme des Mousseaux à Élancourt.
- Les astronautes (cuivre façonné, 1975) rue de Brie.

Autres œuvres de Gérard Ramon :
- Les Chevaux sauvages (mosaïque, 1969) sur le pignon de l'hôtel au centre de la ville.
- Pavement en mosaïque dans le hall du même hôtel.
- Paysage rural, Le Génie civil, La Construction de la ville, Paysage urbain (quatre hauts reliefs en cuivre, 1973) sur la façade ouest de l'hôtel de ville.
- Autres mosaïques réalisées avec D. Hideux et M. Houari sur les façades sud et est de l'hôtel de ville.
- La Vague (mosaïque) avenue de Sologne.

Fresques signées Robert Lesbounit :
- Les Croisés (mosaïque, 1968) en face de la gare de La Verrière.
- Façade ouest du gymnase Malmedonne (mosaïque, 1969) à la suite de l'agrandissement du gymnase la fresque a été déplacée et est désormais à l'intérieur de la grande salle.
- Façade nord de l'église Notre-Dame (mosaïque, 1972).
- Œuvre sans nom (square du Velay/square des Garrigues).

### Personnalités liées à la commune
- Erich von Stroheim (1885-1957), acteur et réalisateur autrichien de cinéma mort et enterré à Maurepas.
- Denise Vernac actrice française, née Denise Yvonne Éveillard (1916-1984), inhumée à Maurepas, avec Erich von Stroheim.
- Adèle Lambert, née Huret, et André Lambert ont reçu le titre de Juste parmi les nations par le Comité pour Yad Vashem. Leurs noms figurent sur le mur d'honneur du Jardin des Justes à Jérusalem, mais également à Paris, dans l'allée des Justes, près du Mémorial de la Shoah, rue Geoffroy-l'Asnier[60].
- Robert Lesbounit, dessinateur, peintre, fresquiste et sculpteur.

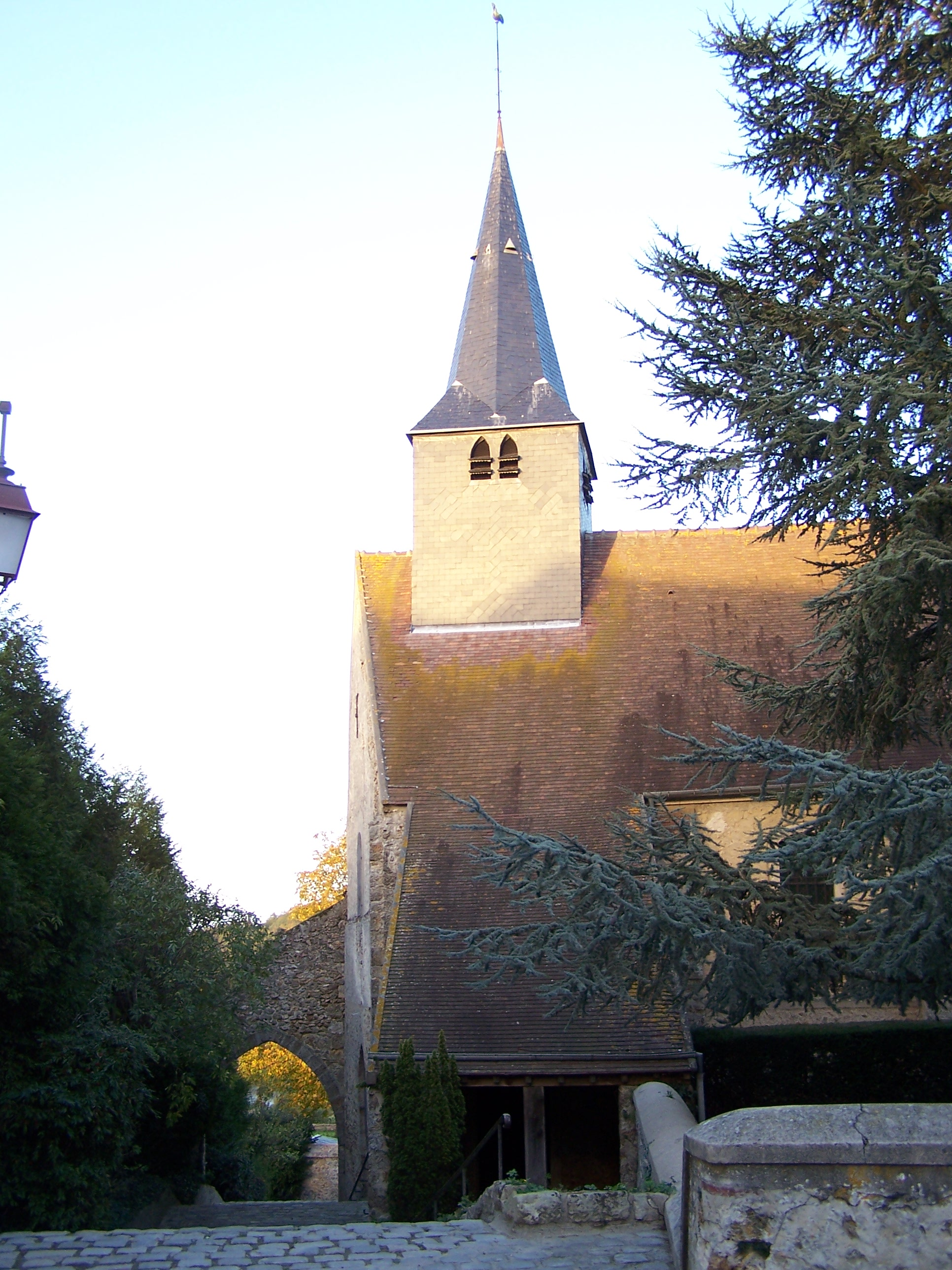
L'entrée de l'église Saint-Sauveur.
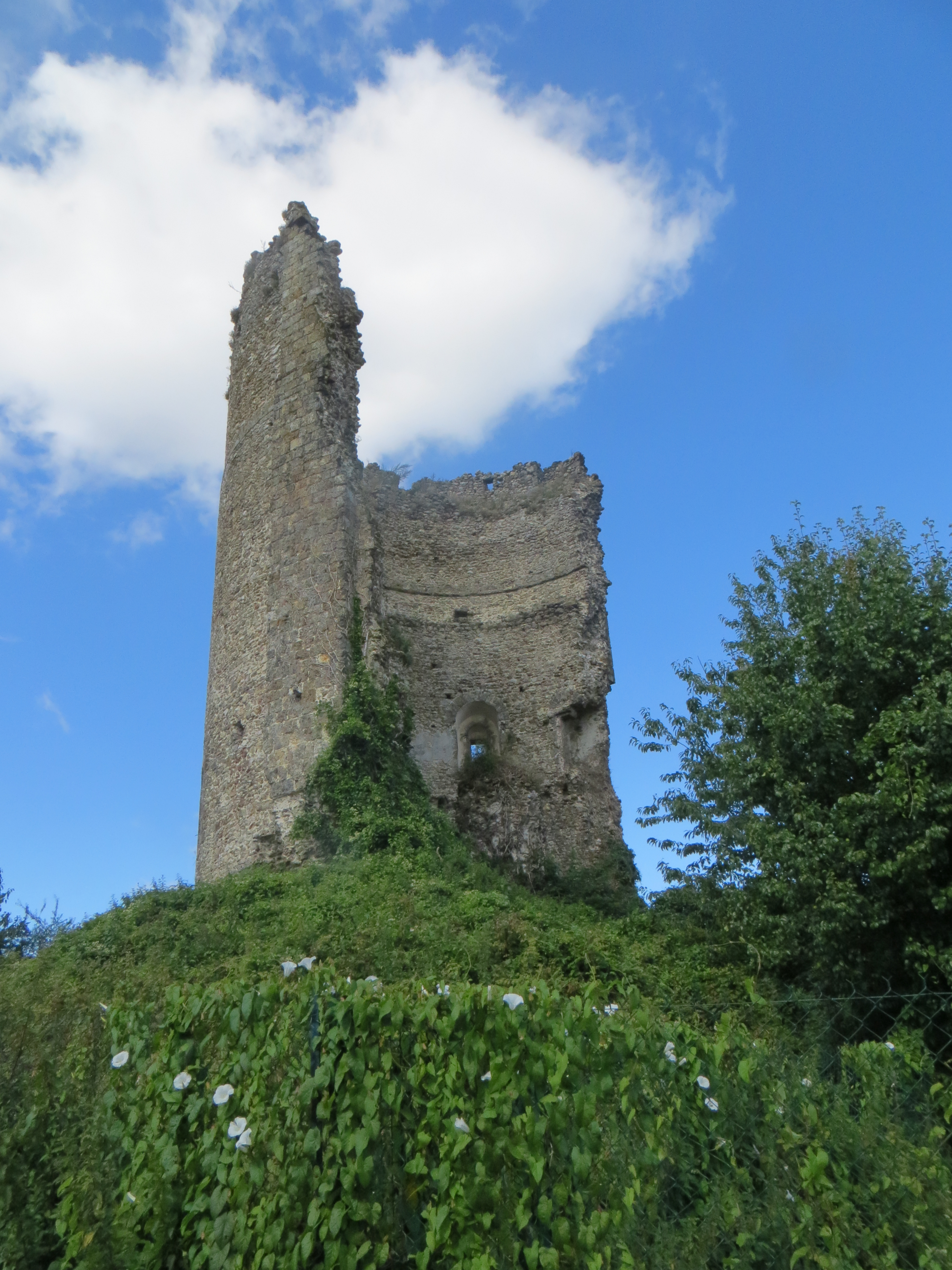
Le donjon.
L'église Notre-Dame.
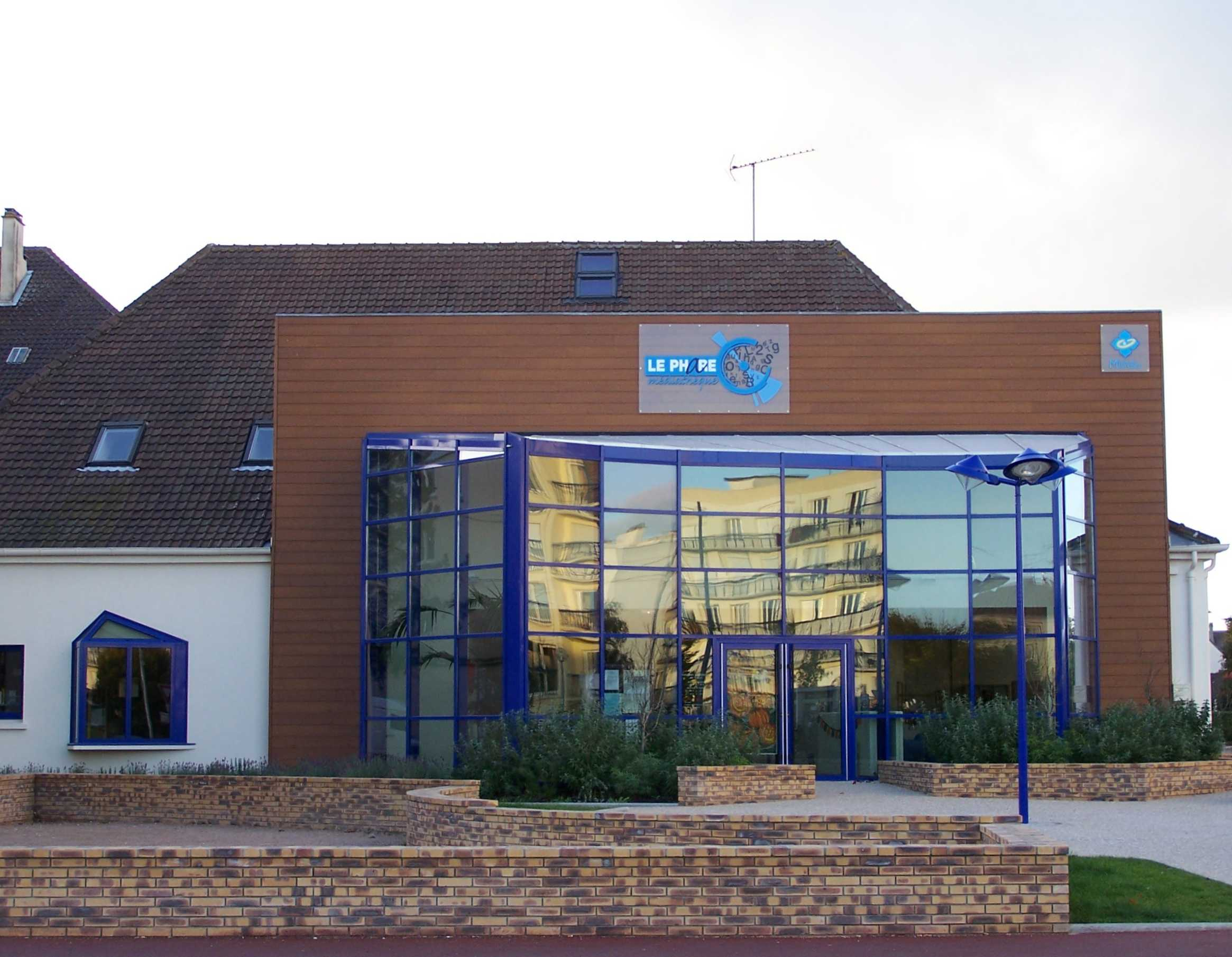
La médiathèque Le Phare.
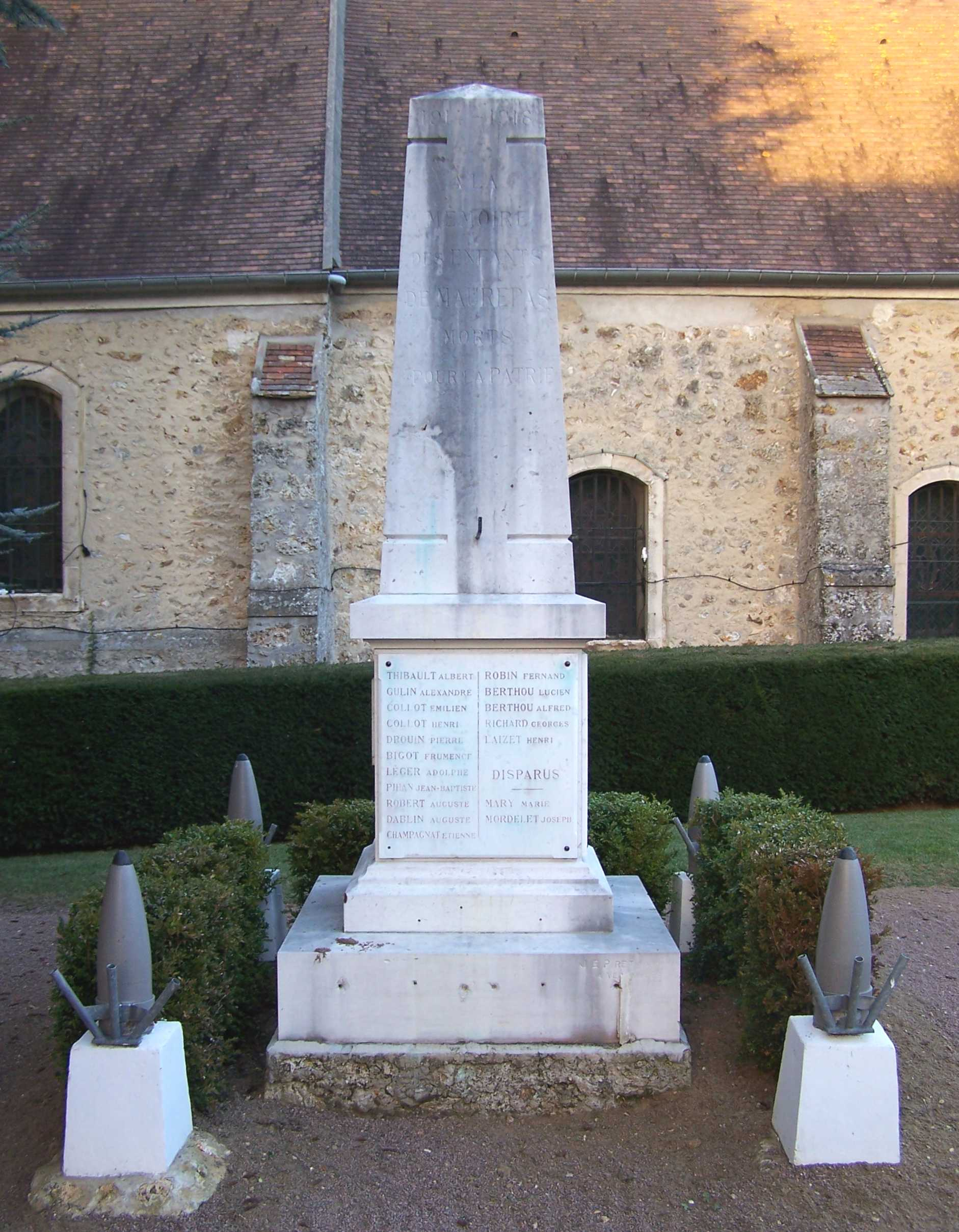
Le monument aux morts devant l'église Saint-Sauveur.
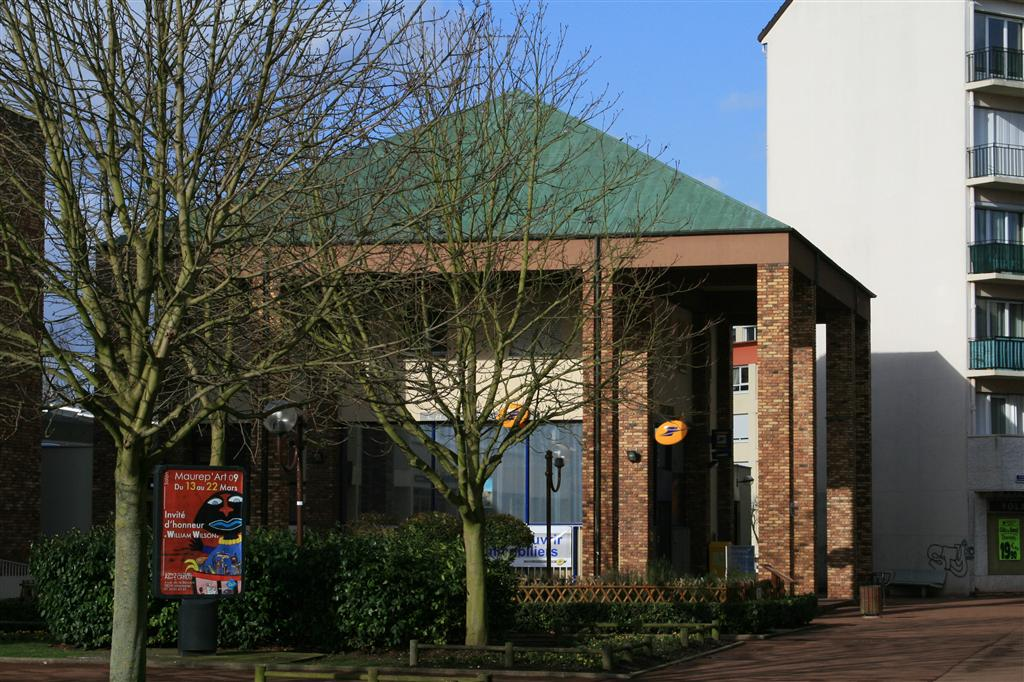
Hôtel des postes, architecte Roland Prédiéri.
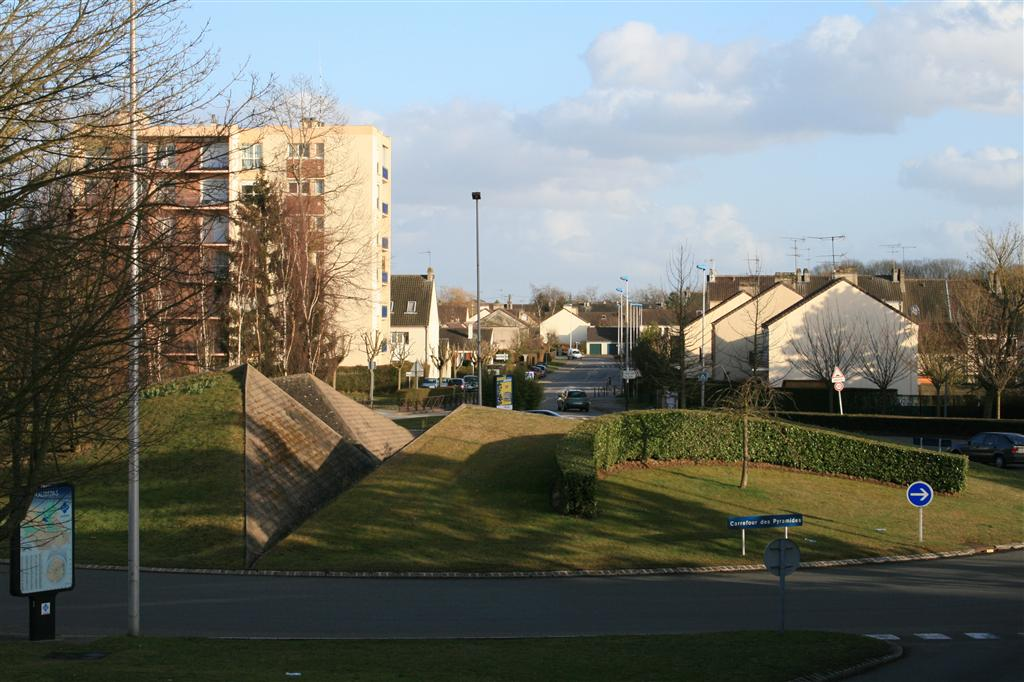
Carrefour des Pyramides.

### Héraldique
| Armes de Maurepas | Les armes de Maurepas se blasonnent ainsi : d'azur semé de quartefeuille d'or au franc-quartier d'hermine. Il s'agit des armes de la famille Phélypeaux. Elle fut la plus grande famille de ministres de l'Ancien Régime et possédait le comté de Maurepas depuis 1691. |